# ヴァウト・ブラマ
ヴァウト・ブラマ（Wout Brama, 1986年8月21日- ）は、オランダ・アルメロ出身の元サッカー選手。現役時代のポジションはミッドフィールダー。

## 経歴

### クラブ

#### ユース
地元のPHアルメロでキャリアを始め、9シーズンの在籍を経て12歳の時にFCトゥウェンテの下部組織に引き抜かれた。トゥウェンテではリザーブチームのA1まで昇格を果たし、ユース最終年の2005-06シーズン途中にトップチームと2008年半ばのまでの3年契約を締結した。

#### トゥウェンテ
2005-06
リニ・コーレン監督の下でアウェイのローダJC戦で公式戦初出場を飾る。シーズン中にコーレン監督からヤン・ファン・スタア監督が暫定就任しても変わらず起用され、プロ1シーズン目ながらリーグ戦29試合に出場。チームとしてはUEFAインタートトカップ 2006出場権を獲得した。
2006-07
翌2006-07シーズンにフレット・ルッテン監督が就任すると構想外となり、中盤はオルランド・エンヘラール、カリム・エル・アフマディ、オトマン・バッカルが司ったためリーグ戦出場19試合と減少したが、クラブ側の信頼を失わずに契約を2010年まで延長した。
2007-08
ルッテン監督の下での2シーズン目は、リーグ戦全30試合中29試合に出場と前シーズンよりは出場機会を得たが、途中出場が主だった。
2008-09
北京オリンピックの一員に選出されなかったものの、逆にクラブに留まり続けられるチャンスを生かし、スティーブ・マクラーレン監督の下でシーズン最初の試合であるUEFAチャンピオンズリーグ 2008-09予選3回戦のアーセナルFC戦に出場。以降、主要選手としての地位を確立することに成功し、リーグ戦2試合を除き出場、公式戦では47試合に出場した。また、同シーズン後半に契約を2012年半ばまで延長している。
2009-10
2009-10シーズンは成功に満ちたものとなった。まず、アウェイのヴィレムII戦でプロ初得点を挙げ、公式戦46試合に出場し、悲願のリーグ優勝を経験。また、オランダ代表で初出場を飾った。
2010-11
2010-11シーズンはミシェル・プロドーム新監督の下、シーズン前の親善試合で度々主将を任された。また、ポジションを少し下げ、守備的な位置から試合を組み立てる役割も任された。
開幕から半年後に契約を2014年半ばまでの2年延長。フェイエノールト戦でトゥウェンテでの2得点目を記録。主将のペーテル・ヴィスヘルホフが不在時のVVVフェンロー戦で主将を務め、シーズン2得点目を挙げた。KNVBカップ決勝戦で得点を挙げ、ヨハン・クライフ・スハールと共に2冠を達成。シーズン終了後にVoetbal International誌が選定する年間最優秀選手賞にルート・フォルマーと共に選出された。順風満帆なシーズンを過ごす中、4月のインタビューで、トゥウェンテでの生活は素晴らしく、退団する理由がないと語った。
2011-12
コー・アドリアーンセ新監督の下で主要選手としてプレイし、シーズン序盤にヨハン・クライフ・スハールでアヤックス・アムステルダムを破り2連覇を達成。10月15日にアウェイのRKCヴァールヴァイク戦で得点を挙げ、それから数日後にUEFAヨーロッパリーグ 2011-12のオーデンセBK戦（アウェイ4-1勝利）でルーク・デ・ヨングとのワンツー・パスから先制点にして欧州カップ戦初得点を挙げた。冬にマクラーレン監督が再就任以降も主要選手として起用され、2月23日のFCステアウア・ブカレスト戦（1-0勝利）に出場したことで欧州カップ戦（UEFAインタートトカップ除く）通算出場数48試合目となり、キース・ファン・イエルセルとキック・ファン・デル・ファールが持つトゥウェンテでの欧州カップ戦通算最多出場記録を更新した。

#### ズヴォレ
2014-15
2014年10月16日、PECズヴォレに加入した。

### 代表
U-18代表を含め様々な世代別代表を経て、フォッペ・デ・ハーン監督の下でU-21代表に10試合出場。2008年11月19日のU-21スウェーデン戦（0-3敗北）でB代表初出場を飾る。
2009年11月10日、デミー・デ・ゼーウとダビド・メンデス・ダ・シルバが負傷により辞退したため、イタリアとパラグアイとの親善試合に向けてA代表に初招集され、それから数日後のパラグアイ戦 (0-0) で71分からマルク・ファン・ボメルに代わり初出場を飾った。2010年10月12日のスウェーデン戦で公式戦初出場を果たした。

## タイトル

### クラブ
FCトゥウェンテ
- UEFAインタートトカップ : 2006
- エールディヴィジ : 2009-10
- KNVBカップ : 2010-11
- ヨハン・クライフ・スハール : 2010, 2011